# Буферна рідина
Буферна рідина (рос. буферная жидкость, англ. fluid buffer; нім. Puffergemisch n, Pufferlösung f) — рідина, яка розділяє дві інші рідини з метою попередження їх змішування й утворення небажаних сумішей, збільшення повноти заміщення, руйнування глинистих кірок тощо; застосовується під час буріння і ремонту свердловин, головним чином для попередження змішування бурового і тампонажного розчинів і очищення стінок свердловин.
Розрізняють такі буферні рідини: прісна вода; вода насичена солями, диспергуючими агентами і інш.; розчини кислот; дизельне паливо (нафта), змішане з поверхнево-активними речовинами (ПАР); розчини ПАР.

## При бурінні свердловин
Буферна рідина ефективно витісняє бурові розчини в свердловині, змиває їх залишки зі стінок свердловин, каверн і жолобів, запобігає загусненню бурових і тампонажних розчинів, підвищує адгезію цементного каменю до стінок свердловини і обсадної труби, попереджає корозію обсадних труб. Буферна рідина прокачується перед першою порцією тампонажного розчину цементу.
Ефективність буферної рідини залежить, головним чином, від наступних чинників:
- — реологічних властивостей буферної рідини при необхідній підвищеній температурі;
- — сумісності буферної рідини із промивальною рідиною та цементним розчином;
- — необхідного об'єму буферної рідини для забезпечення ефективного відділення тампонажного розчину від промивальної рідини, щоб не допустити змішування цементного розчину з промивальною рідиною;
- — часу контакту та швидкості закачування буферної рідини, від яких залежать ефективність витіснення і видалення промивальної рідини.

У промисловій практиці поширені такі типи буферних рідин:
- — на полімінеральній основі, які складаються з гідролізованого поліакрилонітрилу (гіпану) бариту і води;
- — розчини кислот — (8-15 %) водні розчини соляної кислоти, сульфамінової кислоти тощо; рекомендуються для застосовування в умовах, де буріння проводилось на карбонатно-глинистій промивальній рідині для видалення фільтраційних кірок;
- — аеровані буферні рідини
- — колоїдно-суспензійна система, що складається з води, піску, цементу, ПАР та газу; використовуються за наявності зон поглинань та великої кавернозності стовбура свердловини;
- — водопіщані ерозійні буферні рідини, які призначені для руйнування фільтраційних кірок.

Найчастіше як буферну рідину використовують воду, на якій замішують цемент. Вода володіє високими миючими властивостями по відношенню до промивальних рідин на водній основі. Вона розчиняє глинисту кірку на стінках свердловини і зменшує в'язкість промива-льної рідини сприяючи її витісненню. У розрізах, складених солями, рекомендується застосовувати буферні рідини на основі водних роз-чинів солей NaCI, CaCI2 та ін. Часто як буферні рідини використовують розчини хімічних реагентів-понижувачів фільтрації промивальної рідини, які зменшують її в'язкість.
Для повнішого витіснення промивальної рідини використовують високов’язкі, пружні рідини. В’язкопружні буферні рідини (роздільники) є трикомпонентними гелеподібними сумішами. Для їх отримання застосовують водні розчини поліакриламіду, гексорезорцинової смоли та формаліну - затверджувача смоли.
За необхідності (для попередження зниження тиску на продуктивні пласти) буферну рідину обважнюють. Доцільно використовувати одночасно низьков’язкі і високов’язкі буферні рідини. 
Об’єм буферної рідини розраховують залежно від об’єму тампонажного розчину і протискувальної рідини та геолого-технічних умов у свердловині. Переважно об’єм буферної рідини складає 3-10 м3.